# Rio Copăcioasa (Strei)
O Rio Copăcioasa (Strei) é um rio da Romênia, afluente do Strei, localizado no distrito de Hunedoara.